# Peter Pan (singolo Cristina D'Avena)
Peter Pan è il settantunesimo singolo discografico di Cristina D'Avena, pubblicato nel 1991. Il brano era la sigla dell'anime omonimo, scritta da Alessandra Valeri Manera su musica e arrangiamento di Carmelo Carucci. Sul lato b è incisa la versione strumentale.

## Edizioni
Entrambi i brani sono stati inseriti nella compilation Cristina D'Avena e i tuoi amici in TV 5 e in numerose raccolte.

## Tracce
Lato A
1. Peter Pan – 3:23 (Alessandra Valeri Manera-Carmelo Carucci)

Durata totale: 3:23
Lato B
1. Peter Pan (strumentale) – 3:23 (Alessandra Valeri Manera-Carmelo Carucci)

Durata totale: 3:23